# Les voyages de l’Amour
Les voyages de l’Amour ist ein opéra-ballet (Originalbezeichnung: „Ballet“) in einem Prolog und vier Akten von Joseph Bodin de Boismortier (Musik) mit einem Libretto von Charles-Antoine Leclerc de La Bruère. Es wurde am 26. April oder 3. Mai 1736 an der Académie Royale de Musique in Paris uraufgeführt.

## Handlung

### Prolog
Die Gärten Amors auf der Insel Kythera
In Gesellschaft von Grazien und der Sinnlichkeit ruht l’Amour auf einem Blumenbett, während sein Gefolge mit Gesang und Tanz die Macht seiner Glück bringenden Waffen preist (Chor: „Triomphe, Amour“). Der Frühlingsbote Zephire rät ihm, auch selbst einmal die Liebe und deren Wonnen kennenzulernen (Zephire: „Vous à qui deux beaux yeux assurent la victoire“ – L’Amour: „Chantez, formez toujours le concert le plus tendre“). L’Amour hat kein Interesse an einer flüchtigen Tändelei, sondern würde nur eine ewig währende Verbindung eingehen. Er bezweifelt allerdings, dass er Fähigkeit besitzt, eine beständige Gegenliebe sicherzustellen: Seine Macht endet, wenn es um sein eigenes Herz geht. Zephire meint, dass seine Reize dazu ausreichen würden. Gemeinsam verlassen sie Kythera, um die Dörfer, die Stadt und den Königshof nach einer geeigneten Frau zu durchsuchen (L’Amour/Zephire: „Partons, abandonnons Cythère“). Die anderen wünschen ihnen Erfolg (Chor: „Partez, volez à la victoire“).

### Erster Akt: „Le village“ – Das Dorf
Eine Wiese
Szene 1. Als Schäfer verkleidet befinden sich l’Amour und Zephire in einer ländlichen Gegend, wo l’Amour unter dem Namen Sylvandre um die Schäferin Daphné wirbt. Diese erwidert seine Gefühle, zögert aber noch, sich ihnen hinzugeben. Zephire glaubt nicht, dass sie l’Amour lange widerstehen kann (Zephire: „Dieu séducteur“). Sie hat ihm immerhin ein Treffen vor dem anstehenden Dorffest versprochen. L’Amour ist ebenfalls zuversichtlich, sie für sich gewinnen zu können. Anschließend will er ihre Treue prüfen, indem er sie eine Weile allein lässt, während er durch Stadt und Hof zieht.
Szene 2. Höhepunkt des Festes ist ein Gesangswettbewerb, bei dem der Sieger einen Preis aus den Händen Daphnés erhalten soll (Daphné: „Du berger qui sera vainqueur“). Diese zeigt sich L’Amour gegenüber weiterhin zurückhaltend. Sie warnt ihn vor den Folgen der Liebe, die bereits viele Tragödien verursacht habe.
Szene 3. Thersandre eröffnet als Schiedsrichter den Amor gewidmeten Wettkampf, dessen Preis die Göttin Venus gestiftet hat (Chor: „Pour mériter les dons de l’immorteille“). Den Auftakt macht der Schäfer Hilas (Hilas: „Si nou voyons dans ce séjour“). Nach einem Rondeau für die Schäfer und Schäferinnen, singt l’Amour selbst seinen Beitrag (L’Amour: „Charmant vainqueur“). Er ist so erfolgreich, dass niemand sonst vortreten will. Thersandre gibt Daphné den Siegespreis, eine Myrthenkrone, und diese überreicht sie l’Amour. Alle preisen den Sieger (Thersandre, Schäfer und Schäferinnen: „Berger, jouissez de la gloire“).

### Zweiter Akt: „La ville“ – Die Stadt
Eine wüste Einöde, im Hintergrund auf einer Seite das Meer, auf der anderen eine Grotte, der einfache Wohnsitz eines Astrologen
Szene 1. In der Stadt wirbt l’Amour unter dem Namen Alcidon um die Bürgerstochter Lucile. Diese reagiert seiner Meinung nach zu stark auf seine Schmeicheleien. Um ihre Treue zu prüfen, hat l’Amour ihr inkognito Geschenke geschickt. Er weiß, dass sie den Wahrsager nach der Identität des Absenders befragen wird, und bereitet ihn darauf vor (Wahrsager: „Il est malaise qu’une belle“).
Szene 2. Lucile nähert sich der Grotte zusammen mit ihrer Freundin Beroé. Sie gesteht ihr, dass sie die Geschenke des Unbekannten reizen. Sie liebt Alcidon zwar, würde ihn aber für eine bessere Partie verlassen. Beroé rät ihr, ihre Skrupel zu vergessen (Beroé: „Pourquoi rougir d’être volage?“).
Szene 3. Für seine Befragung beschwört der Wahrsager die Geister der vier Elemente: Gnomen, Sylphen, Undinen und Salamander. Anschließend verkündet er Lucile, dass sie von l’Amour geliebt wird.
Szene 4. Lucile beschließt, Alcidon den Laufpass zu geben, um sich l’Amour zuzuwenden. Plötzlich verwandelt sich die Einöde in einen lieblichen Garten. Beroé sieht dies als Zeichen für die Gunst l’Amours.
Szene 5. L’Amours Gefolge überreicht Lucile eine schöne Kette (Gefolge l’Amours: „Portez la chaîne la plus belle“). Sie ist jetzt fest entschlossen, diesem Gott treu zu bleiben (Lucile: „Ah! qu’il soit sûr de ma constance“).
Szene 6. Unterstützt von Beroé teilt Lucile dem noch immer als Alcidon verkleideten Amour mit, dass sie auf seine Liebe verzichte und er sie vergessen solle. Daraufhin gibt sich l’Amour ihr zu erkennen. Die Bühne verwandelt sich in die Einöde zurück, und Lucile erkennt, dass sie l’Amour vertrieben hat.

### Dritter Akt: „La cour“ – Am Hof
Ein zum Fest geschmückter Saal im Palast des Augustus
Szene 1. Als römischer Höfling Emile hat l’Amour scheinbar das Herz der Prinzessin Julie, der Enkelin von Kaiser Augustus, erobert. Er hat jedoch den Verdacht, dass sie gleichzeitig dem Werben des Dichters Ovide nachgibt.
Szene 2. Um Genaueres über dessen Verhältnis mit Julie zu erfahren, beglückwünscht l’Amour Ovide zu seinen Erfolgen bei den Frauen. Ovide prahlt mit seinen Liebeskünsten, von denen sogar Amor noch lernen könnte. Von Treue allerdings hält er nichts. Er offenbart l’Amour, dass er auch die Prinzessin bereits erobert habe. Da diese darüber aber noch Stillschweigen bewahren wolle, werde er sich auf dem bevorstehenden Fest in Verkleidung mit ihr treffen (Ovide: „Mon bonheur serait imperfait“).
Szene 3. Zu Beginn des Maskenfests preist der Chor Amor und die Narrheit (Chor: „Suivons l’Amour et la Folie“). Eine Maskenträgerin besingt den Ruhm Amors (Maskenträgerin: „De l’Amour chantons la gloire“).
Szene 4. Ovide und Julie treffen sich maskiert zu ihrem Rendezvous. Emile/L’Amour tritt dazwischen und wirft Julie vor, ihren treuen Verehrer mit Ovide zu betrügen. Julie leugnet nichts, zieht ihre Maske ab und beendet ihre Beziehung mit Emile.
Szene 5. L’Amour beschließt, zu seiner Schäferin zurückzukehren. Sie ist zwar schlicht, doch treu.

### Vierter Akt: „Le Retour“ – Die Rückkehr
Der Palast von l’Amour
Szene 1. Eine Gruppe von Zephyren im Gefolge Zephires trägt die schlafende Daphné auf einer Wolke in den Palast.
Szene 2. Zu den Klängen einer sanften Sinfonie erwacht Daphné (Daphné: „Doux sommeil, qui suspends les maus des misérables“).
Szene 3. Zephire erklärt der verwunderten Daphné, wo sie sich befindet, und dass sie ein glückliches Schicksal erwartet. Daphné hat nur einen Wunsch: Sie möchte ihren geliebten Sylvandre wiedersehen. Zephire behauptet, Sylvandre habe sie verlassen und werde in Kürze an diesem Ort heiraten; l’Amour werde ihr allerdings Trost bieten (Zephire: „Étouffez désormais“).
Szene 4. L’Amour erscheint in der Gestalt des Schäfers Sylvandre in Begleitung von als Hirten verkleideten Amoretten, Spielen und Vergnügungen, die das Liebespaar feiern (Amoretten: „Célébrons les amours d’un fidèle berger“). Als Daphné ihrem Liebhaber seine Treulosigkeit vorwirft, gibt l’Amour sich ihr zu erkennen. Alle feiern die bevorstehende Hochzeit (Amoretten: „Vole Hymen, reviens à Cythère“).

## Gestaltung
Boismortier verzichtet in seiner Ballettoper weitgehend auf die in Frankreich bereits seit einiger Zeit bekannten Secco-Rezitative. Außer dem fünfstimmigen Streicherensemble sieht die Besetzung eine Reihe von Blasinstrumenten vor, die vielfach konzertierend und meist in Paaren eingesetzt werden. Eine Oboe begleitet Zephires Arie „Vous à qui deux beaux yeux assurent la victoire“ (Prolog), Soloflöte und Violinen spielen in l’Amours Antwort „Chantez, formez toujours le concert le plus tendre“ (Prolog), eine Musette in Hilas’ Wettbewerbsbeitrag „Si nou voyons dans ce séjour“ (I:3). Besonders geschickt instrumentiert ist l’Amours anschließende Air en rondeau „Charmant vainqueur“ (I:3). Die Beschwörungen des Wahrsagers (II:3) zeichnen sich durch geradezu sinfonische Orchestereffekte aus. Die Schlummerarie der Daphné „Doux sommeil, qui suspends les maus des misérables“ (IV:2) wird von Flöten und gedämpften Streichern begleitet.

## Werkgeschichte
Les voyages de l’Amour ist die erste der drei Ballettopern des französischen Barockkomponisten Joseph Bodin de Boismortier, die an der Académie Royale de Musique in Paris uraufgeführt wurden. Es folgten Don Quichotte (1743) und Daphnis et Chlóe (1747).:78 Das Libretto stammt von Charles-Antoine Leclerc de La Bruère. Voltaire pries es in einem Brief an Berger vom 5. April 1736 als „voller Grazien und Geist“ („plein de grâces & d’esprit“). François-Joseph Fétis schrieb die Ballettoper irrtümlich dem Komponisten Jean-Baptiste Niel zu.
Die Uraufführung fand laut Titelblatt der Partiturausgabe am 26. April 1736 statt. Das gedruckte Libretto einer späteren Fassung nennt hingegen den 3. Mai 1736. Beide Daten finden sich in der Literatur: Das Grove Dictionary of Music and Musicians nennt das frühere Datum, Spire Pitou hingegen das spätere.:548 f Als Sänger wirkten Pierre Jélyotte (L’Amour),:298f Louis-Antoine Cuvelier (Zephire),:130f François Le Page (Einwohner Kytheras),:343 Marie Pélissier (Daphné),:413f Jean Dun (Thersandre),:171 Claude-Louis-Dominique de Chassé de Chinais (Wahrsager und Ovide):106 und Marie Antier (Julie) mit, als Tänzer Marie Sallé:486f und Antoine-François Dangeville.:136f
Es gab insgesamt 18 Aufführungen im Jahr 1736. Um dem offenbar dürftigen Erfolg nachzuhelfen, schrieb der Librettist einen neuen zweiten Akt (4. Juni 1736), in dem Adherbal l’Amour um Hilfe bittet, die Gunst von Dircé zu gewinnen, und l’Amour deren Gleichgültigkeit gegenüber ihrem Verehrer straft. Ein alternativer dritter Akt wurde nie aufgeführt. Darin weist die Prinzessin den als Emile verkleideten Amour zurück, um aus Machtgier eine Beziehung mit dem Kaiser einzugehen. Der darüber verärgerte Amour lässt ihre Pläne scheitern und beschließt, zu Daphné zurückzukehren.:548–549
Die Rollen von l’Amour und Zephire wurden bei der Uraufführung von Tenören bzw. Haute-Contres gesungen. In der als Op. 60 veröffentlichten Partitur hingegen stehen diese Partien im Violin- oder Sopranschlüssel. Dies lässt, wie auch einige andere Hinweise, darauf schließen, dass Boismortier sie eigentlich als Sopranpartien vorgesehen hatte.
In neuerer Zeit wurde das Werk erst am 17. November 2019 im Kulturzentrum Herne im Rahmen der Tage Alter Musik in Herne wieder konzertant gespielt. Es handelte sich um eine Koproduktion mit dem Zsolnay Heritage Management, dem Centre de musique baroque de Versailles (die das Aufführungsmaterial erstellte) und der Orfeo Music Foundation. Die Solisten waren Chantal Santon-Jeffery (L’Amour), Adriána Kalafszky (Zephire), Katia Velletaz (Einwohner Kytheras, Hilas und Lucile), Judith van Wanroij (Daphné), Lóránt Najbauer (Thersandre, Wahrsager, Ovide) und Eszter Balogh (Schäferin, Beroé, Julie). Die Aufführung wurde zeitversetzt im Radio WDR 3 übertragen und anschließend als Video im Internet bereitgestellt.

## Aufnahmen
- 17. November 2019 – György Vashegyi (Dirigent), Orfeo Orchestra, Purcell Choir.
 Chantal Santon-Jeffery (L’Amour), Adriána Kalafszky (Zephire), Katia Velletaz (Einwohner Kytheras, Hilas und Lucile), Judith van Wanroij (Daphné), Lóránt Najbauer (Thersandre, Wahrsager und Ovide), Eszter Balogh (Schäferin, Beroé und Julie).
 Video; live, konzertant aus dem Kulturzentrum Herne.
 Radioübertragung und Videostream auf WDR 3.[8]

## Digitalisate
- Partitur, Paris 1736. Digitalisat bei Gallica
- Libretto (italienisch), Paris 1736. Digitalisat bei Gallica
- Libretto (italienisch), Paris 1736 (mit der Zweitfassung des dritten Akts). Digitalisat bei Gallica
- Arien und Arietten, Paris 1737. Digitalisat bei Gallica